# Muhammad Abdullah
Muhammad Abdullah, szejk, zwany Lwem Kaszmiru (ur. 1905, zm. 1982) – przywódca kaszmirskich muzułmanów. W latach 30. działał w opozycji wobec indyjskiego maharadży Kaszmiru. Po uznaniu niepodległości Indii (1947) wywalczył dla Kaszmiru względną autonomię. W latach 1953–1968 często przebywał w więzieniu; zarzucano mu, że dąży do uzyskania przez Kaszmir niepodległości.